# بيركهولدرية مستترة
بيركهولدرية مستترة (الاسم العلمي:Burkholderia latens) هي نوع من البكتيريا تتبع جنس البيركهولدرية من فصيلة البيركهولدرات.